# Pachybrachis simius
Pachybrachis simius é uma espécie de insetos coleópteros polífagos pertencente à família Chrysomelidae.
A autoridade científica da espécie é Marseul, tendo sido descrita no ano de 1875.
Trata-se de uma espécie presente no território português.